# L'Homme-léopard
Pour plus de détails, voir Fiche technique et Distribution.
L'Homme-léopard (The Leopard Man) est un film américain réalisé par Jacques Tourneur, sorti en 1943.

## Synopsis
Un léopard s'échappe lors d'un numéro de cabaret. Alors que la police le recherche, une jeune femme est retrouvée morte, vraisemblablement attaquée par l'animal. Les recherches se poursuivent, et d'autres attaques surviennent. Contrairement aux enquêteurs, Jerry Manning pense que l'animal n'est pas responsable, mais qu'un déséquilibré profite de l'occasion pour commettre des crimes…

## Fiche technique
- Titre original : The Leopard Man
- Titre français : L'Homme-léopard
- Réalisation : Jacques Tourneur
- Scénario : Ardel Wray d'après le roman Black Alibi de Cornell Woolrich
- Direction artistique : Albert S. D'Agostino, Walter E. Keller
- Décors : Darrell Silvera, A. Roland Fields
- Photographie : Robert De Grasse
- Son : John C. Grubb
- Musique : Roy Webb
- Montage : Mark Robson
- Production : Val Lewton
- Société de production : RKO Radio Pictures
- Société de distribution : RKO Radio Pictures
- Pays d'origine :  États-Unis
- Langue originale : anglais, espagnol
- Format : Noir et blanc — 35 mm — 1,37:1 - Mono (RCA Sound System)
- Genre : Thriller
- Durée : 66 minutes
- Date de sortie :
  - États-Unis : 8 mai 1943

## Distribution
- Dennis O'Keefe : Jerry Manning
- Margo : Clo-Clo
- Jean Brooks : Kiki Walker
- Isabel Jewell : Maria
- James Bell : Docteur Galbraith
- Margaret Landry : Teresa Delgado
- Abner Biberman : Charlie How-Come
- Ben Bard : Roblos
- Tula Parma : Consuelo Contreras
- Ariel Heath : Eloise
- Fely Franquelli : Rosita
- Richard Martin : Raoul Belmonte
- Robert Andersen : Dwight Brunton
- Jacqueline deWit : Helene Brunton
- Robert Spindola : Pedro Delgado
- Belle Mitchell (non créditée) : Señora Calderon
- Marguerite Sylva (non créditée) : Marta